# Свети Атанасий (Калохи)
Вижте пояснителната страница за други значения на Свети Атанасий.
„Свети Атанасий“ (на гръцки: Αγίου Αθανασίου) е православна църква в гревенското село Калохи, Егейска Македония, Гърция, част от Гревенската епархия.
Храмът е разположен на няколкостотин метра северно от селото. В архитектурно отношение представлява еднокорабна църква, построена в XVIII век. Притворът на храма на запад е построен в XIX век. В наоса и светилището е имало ценни стенописи от XVIII век. Храмът е разрушен при Гревенското земетресение в 1995 година.
В 1996 година църквата е обявена за защитен паметник.